# Txemi Urtasun
José Miguel "Txemi" Urtasun Uriz (Pamplona, Navarra, 30 de abril de 1984) es un jugador español de baloncesto. Juega de escolta en las filas del CB Clavijo de la Liga LEB Oro. Tiene un hermano gemelo, Alex Urtasun, que también juega al baloncesto. Con una longeva carrera de más de 20 años, ha jugado en 19 equipos distintos (18 en España y 1 en México).

## Trayectoria
Empezó en el Colegio San Cernin Pamplona, participó en el centro de formación siglo XXI en el País Vasco, en el año 2002 fichó por el Unicaja Málaga pero fue cedido durante cuatro años al Bilbao Basket, UB La Palma, Basket Zaragoza 2002 y Leche Río Breogán. En 2006 fichó por el Bruesa Gipuzkoa Basket, en 2007 por el MMT Estudiantes, en 2008 por el Grupo Begar León y en 2009 por el Lucentum Alicante, de la LEB Oro, con el cual consigue ascender a la Liga ACB. En 2010 fichó por el Cajasol Sevilla y el 30 de julio de 2012 se hizo oficial su fichaje por el Unicaja Málaga debido a que su antiguo equipo no puede igualar la oferta de dos años en el derecho de tanteo.
En verano de 2014, tras acabar contrato, fichó por el Herbalife Gran Canaria, siendo el equipo canario su undécimo equipo desde que debutara como profesional en el Bilbao Basket en el año 2002. Después seguiría a cambio de equipo por año, primero San Sebastián y luego Obradoiro
Siguió jugando en la ACB con contratos temporales. Primero, jugó dos partidos en enero de 2018 con el Tecnyconta Zaragoza, en sustitución del lesionado Gary Neal. En marzo volvió al equipo de Sevilla (entonces llamado Real Betis Energía Plus) con un contrato de un mes.
En agosto de 2018 fichó por el Club Melilla Baloncesto de la Liga LEB Oro por una temporada, en la que promedió en liga regular 12,8 puntos y 2,8 asistencias por encuentro.
En febrero de 2020 el Club Ourense Baloncesto, también de la Liga LEB Oro, anunció su contratación hasta el final de la temporada.
El 7 de julio de 2020, volvió al Lucentum Alicante durante una temporada, al final de la cual se fue al Panteras de Aguascalientes de la Liga Nacional de Baloncesto Profesional de México.
El 10 de enero de 2022, regresó a España para reforzar al Baxi Manresa en los entrenamientos y más tarde, firmaría un contrato hasta el final de la temporada, pero el 24 de febrero de 2022, tras solo disputar 4 minutos en la Basketball Champions League, rescindió su contrato con el conjunto manresano.
El 26 de febrero de 2022, firmó por el Bàsquet Girona de la Liga LEB Oro.
El 20 de enero de 2023, volvió durante un mes a la Liga ACB, de nuevo con el Real Betis Baloncesto. El 14 de febrero de 2023 pasó al Club Ourense Baloncesto de la Liga LEB Oro.
El 15 de febrero de 2024, se anunció su fichaje por el CB Clavijo de Logroño, donde coincidió con su hermano Álex.

## Selección nacional
Internacional en todas las categorías inferiores de la selección española.
- Selección de España Junior.
  - 2002 Campeonato de Europa Junior. Selección de España. Alemania.
- Selección Nacional sub-20.
  - 2004 Campeonato de Europa sub-20. Selección de España. Brno.